# 満洲善後条約
満洲善後条約（まんしゅうぜんごじょうやく、旧字体：滿洲善後條約󠄁）は、1905年（明治38年）12月22日に清国の北京において日本・清国両国間で締結された条約。正式名称は日清間「満洲ニ関スル条約（旧字体：滿洲ニ關スル條約󠄁）」。中国では「中日会議東三省事宜正約及附」と呼ばれる。

## 概要
日本側は特派全権大使小村寿太郎（外務大臣）及び特派全権公使内田康哉と清国側は欽差全権大臣慶親王奕劻及び瞿鴻禨・袁世凱の間で調印され、全3条の本文と12ヶ条の付属協定、16項目の付属取決から構成された。日露戦争後のポーツマス条約（日露講和条約、1905年9月5日）を批准し、帝政ロシアから日本に譲渡された満洲利権の移動を清国が了承する内容であり、講和条約で生じた日本と清国の共同関係を示している。
この条約において、南満洲鉄道の吉林までの延伸と同鉄道を守備するための日本陸軍の常駐権と沿線鉱山の採掘権保障、安奉鉄道の使用権継続と両国共同事業化、営口・安東・奉天における日本人居留地の設置の許可、鴨緑江右岸の森林伐採合弁権獲得などが盛り込まれ、以後の満洲経営の基礎となった。
これらの条項は辛亥革命以後も北洋政府・奉天軍閥などに継承された。中華民国建国後、日本の支援下にいた奉天派の張作霖が何者かによって殺害される（張作霖爆殺事件）と、満洲の奉天軍閥を継承した息子の張学良が併行鉄道の建設を推進し、満洲事変の遠因となった。

## 締結までの経緯

### 露清密約下の満洲
三国干渉下で日本から遼東半島を返還させた清国は、対日賠償金の借款供与と引き換えにロシア帝国と露清密約（1896年6月）を締結し、満洲でのロシア帝国の駐留や権益拡大を了承した。これにより日露戦争終結までの満洲は、現地居住民地域などでアムール川事件（1900年）などの大虐殺も発生するような不穏な情勢となっていた。
1904年2月に日露戦争が勃発し、 4月30日から5月1日の鴨緑江会戦でのロシア軍撃破などが報じられると、同年5月13日に清の慶親王はこの満洲に関する密約の存在を初めて公表した。慶親王は露清密約の破棄を一方的に訴えたが、ロシア帝国側でも満洲は既に支配下の半植民地状態であり、日露戦争の原因となった密約の存在が国際的に周知されただけであり、開戦後の一方的な破棄宣言は何ら効力も生じなかった。

### 日露戦争後の日本と清国の状況
日露戦争終結後の1905年8月からのポーツマス講和会議に際して、清国が同会議への出席をルーズベルト大統領に訴えるが、戦争当事国でない国の講和条約会議への出席は、英国や米国などの欧米が許さず、また戦争当事国も承認しなかった。
米国のポーツマス海軍基地で開かれた講和会議後、同年9月5日に締結されたポーツマス条約で、南満洲鉄道や関東州の租借権などの満洲利権が日本に認められた。
清国はポーツマス条約締結へ異論を唱え、密約のあるロシア帝国でなく、満洲における清国の利権復帰や軍撤退などを日本の桂内閣へ働きかけた。米国ポーツマス海軍基地から小村外務大臣が戻ると、同年10月17日に閣議を開いて対清条約締結への方針が検討された。日本側はポーツマス条約を批准する立場であり、ロシア帝国による満洲の権益を放置できないとの姿勢で、11月6日に桂内閣は小村外務大臣を北京へ派遣した。

### 両国間の会議
締結に向けた会議は、清国側は袁世凱、日本側は小村外務大臣の両国全権委員の間で進められた。1905年11月17日からの計20回の会議で、多く議論された議題は日本軍撤退問題であった。清国の主な要求は、軍の撤退期間の12ヶ月への短縮と鉄道守備兵の撤退であったが、日本国としてはポーツマス条約に抵触する内容であり、軍の早期撤退と鉄道守備隊の撤退は譲れなかった。日本の小村外務大臣は、講和会議においてロシア帝国が鉄道守備兵の名のもとに多くの兵を留めようとしたことからも、鉄道守備兵の撤退は了承できないとし、仮に日本軍の早期撤退が可能であるとしても、この条項についてはポーツマス条約の規定に反するとして退けている。

## 締結とその後の動き
同年12月8日の第20回目の会議、同12月19日の第21回会議においてポーツマス条約（日露講和条約）第五條および第六條をこの条約に適用する条項（本条約第一条）とこれに伴う詳細な付属協約の文面について協議され、12月22日に両国全権委員がこの条約と付属協約について合意、署名に至る。
この条約と付属協約は、署名後の明治39年（1906年）1月9日に日本国内で批准され、同年1月22日に公布された。ポーツマス条約の批准とともに日本側が関係各国へこの条約の締結を伝えたことにより国際的に知られるに至ったが、清国は内政の都合から国内で公にすることは困難であるとして、清の国内ではこの条約と付属協約の存在は隠蔽された。